# Ланге, Николай Николаевич
Николай Николаевич Ланге (12 (24) марта 1858, Санкт-Петербург — 15 февраля 1921, Одесса) — русский психолог, ученик и последователь основателя петербургской школы университетской философии и психологии М. И. Владиславлева. Учредитель и глава Одесского философского общества.

## Биография
После окончания Санкт-Петербургской второй гимназии (1878) и историко-филологического факультета Санкт-Петербургского университета (1882) был оставлен на кафедре философии. В следующем 1883 году был направлен на стажировку в Германию и Францию, где слушал философские курсы за границей и работал в психологическом институте Вильгельма Вундта. Интересные результаты этой работы, касающиеся внимания, были опубликованы сначала в «Philosophische Studien» Вундта (т. IV), а затем, в переработанном виде, в книге: «Психологические исследования. Закон перцепции. Теория волевого внимания» (Одесса, 1893).
В 1888 г. получил степень магистра философии за работу «История нравственных идей XIX века». В 1894 г. Н. Н. Ланге защитил докторскую диссертацию «Психологические исследования: Закон перцепции. Теория волевого внимания», в которой выступил как один из основоположников российской и видный представитель мировой опытной и экспериментальной психологии конца XIX.
Выступив в качестве приват-доцента по философии в Санкт-Петербургском университете, Ланге вскоре был назначен в Одессу, на кафедру философии Новороссийского университета (ныне — Одесский национальный университет имени И. И. Мечникова), которую занимал продолжительное время. С 1888 приват-доцент, затем профессор Новороссийского университета (Одесса), где в 1896 организовал одну из первых в стране экспериментальных психологических лабораторий.

## Научная деятельность
Занимался проблемами восприятия, внимания, памяти, мышления на основе понимания двигательных реакций как первичных по отношению к собственно психическим процессам. Сформулировал закон перцепции, согласно которому восприятие имеет стадиальный характер от обобщённого к дифференцированному образу.
Автор моторной теории внимания, в соответствии с которой, колебания внимания при так называемых двойственных изображениях определяются движениями глаз, обегающих изображённый контур.
Учеником Н. Н. Ланге был психолог Д. Г. Элькин.

### Закон Ланге
Закон перцепции Ланге: Закон восприятия, суть которого заключается в следующем: процесс восприятия представляет собой быструю смену менее конкретного, более общего восприятия предмета, явления более частным, конкретным, дифференцированным.

### Другие сочинения
- «История нравственных идей XIX века» (ч. I, СПб., 1888);
- Ланге Н. Н. О действии гашиша (Психологическая заметка). — Москва, 1889;
- «Душа ребёнка» (СПб., 1892, по Прейеру);
- «Письма Элоизы к Абеляру» // «Южный сборник в пользу пострадавших от неурожая» (Одесса, 1892);
- Перевод с примечаниями «Первой аналитики» Аристотеля (СПб., 1894).
- «Учебник логики» (Одесса, 1898);
- «Великие мыслители XIX века. Лекция I. Кант» и «Критика чистого разума» (Одесса, 1901);
- «Теория В. Вундта о начале мифа» (Одесса, 1912)